# 白い砂のアクアトープ
『白い砂のアクアトープ』（しろいすなのアクアトープ）は、P.A.WORKS制作による日本のテレビアニメ。2021年7月から12月にかけてTOKYO MXほかにて放送された。沖縄県南城市の水族館を舞台に、2人の少女の絆や葛藤、成長を描く青春群像劇。
『花咲くいろは』『SHIROBAKO』『サクラクエスト』に続く、P.A.WORKSの「お仕事シリーズ」第4弾となる。

## あらすじ

### 前半（1-12話）
宮沢風花は、アイドルグループを脱退し、故郷の盛岡に帰ろうとしていたが、一人真夏の沖縄へと旅に出る。一方、沖縄に住む女子高生の海咲野くくるは学生生活の傍ら、祖父が営む「がまがま水族館」の業務を館長代理として手伝っていた。旅中に偶然水族館を訪れた風花はそこで不思議な体験をし、出会ったくくるに対し、ここで働かせて欲しいと頼み込む。
くくるは老朽化で閉館が決まっている水族館を存続させるため、風花たちと協力して集客できるイベントを次々開いたが、閉館が避けられないとわかると水族館に籠城する。台風が直撃した水族館で停電や雨漏りを目の当たりにしたくくるは、「ここでは生き物を守れない」と実感し、閉館を受け入れる。風花にも映画主演の話が舞い込んでいた。
8月31日、がまがま水族館は閉館。くくるから「夢を追いかけて」と背中を押された風花は上京することになった。だが風花は飛行機をキャンセルし、泣いているくくるのもとに戻ると「私がくくるのお姉ちゃんになる」と宣言する。風花は映画出演を断り、次の夢を見つけるまで故郷に帰ることにした。くくるも新しくできた水族館「アクアリウム・ティンガーラ」で働くと決意する。

### 後半（13-24話）
高校を卒業したくくるは「アクアリウム・ティンガーラ」に就職する。だが配属されたのは飼育部ではなく営業部だった。くくるは慣れない仕事、上司で副館長の諏訪哲司の無理難題、飼育担当の南風原知夢たちとのあつれきに頭を悩ませる。風花が沖縄に移住し、ティンガーラのペンギン飼育担当になり、くくるを精神面から支える。
くくるは諏訪から与えられた水族館ウェディングのプレゼンに失敗。がまがまが解体されたことを聞いたことで心が折れ、仕事を投げ出して離島を旅する。そこでウミガメの産卵を見たことで再び自分の仕事に向き合うことを決意。くくるを追いかけてきた風花も環境汚染問題に興味を持ち、ティンガーラのハワイ研修に応募する。迷う風花にくくるは「今度は私がお姉ちゃんになる」と励ます。くくるは水族館ウェディングを成功させ、風花を送りだす。
2年後、飼育にも実務にも熟知し、ティンガーラの幹部候補と目されるようになったくくるのもとに、風花が留学を終え帰ってくる。ふたりは「生き物のことを考え続けること」との決意を新たにする。

## 登場人物

### 主要人物
海咲野 くくる（みさきの くくる）
声 - 伊藤美来
本作の主人公。生年月日は2003年7月7日。沖縄にある「がまがま水族館」で館長代理（夏休み期間中のみ）として働く女子高生。両親を亡くしており、祖父母と暮らす。毎朝、道沿いのキジムナーをまつる祠に魚の頭を供え「まくとぅそーけー、なんくるないさー」と唱えるのが日課。学校には小型二輪車で通学をしている。両親が残した自分の母子手帳の他に、名前の無いもう一冊の母子手帳があることを気に掛けているが、祖父母には聞けていない。
風花から頼まれたことで彼女を従業員として雇う。老朽化で閉館が予定されている水族館を存続させるため、この夏が最後の勝負だと、夏休みに集客して補修費300万円を捻出しようとしている。仕事への矜持や責任感は強く、がまがま水族館は自身の夢そのものであり、大切な場所だとして、素性を話してくれた風花を「私の夢を手伝って」と改めて迎え入れる。
体がこらない体質で、本人は大真面目だが、力を入れすぎたり、水族館の閉館を防ぐという気持ちが先走って大人から諭されるといったようなことも多い。また肩書こそ館長代理だが、細かい経営などは館長のおじいが行っている。閉館に反発した末、水族館内に一人立てこもるが、台風で設備の老朽化を改めて実感し、風花から激励もされたことで、ついに現実を受け入れる。がまがま閉館の後におばあへ自分が見た幻の話を語り、実は双子の姉がいたという事実を教えられる。今後の進路を決めかねていたが、「アクアリウム・ティンガーラ」の館長から誘いを受け、風花との別れの際のやり取りもあり、ティンガーラへの就職を決意する。
第2クールでは、高校卒業後にティンガーラへ入社し家を出て一人暮らしを始める。同期の櫂や瑛士と違い、営業部の企画広報担当に配属され、慣れない仕事や人間関係に苦悩する。だが、風花と再会して彼女もティンガーラへ入社したことが励みとなる。不仲であった知夢とは、彼女が子持ちという事情を知ってからは、多少なりとも関係を改善させる。後に諏訪から新たにオープンする新エリアの担当者を任すという話を振られ、仕事に根を詰めるようになり、解体前のがまがまを見ることも出来ず、精神的な疲労からティンガーラを無断欠勤し、一人で離島を訪れる。
だが、そこでの出来事で気持ちを入れ替え、営業の仕事でも生き物のためになるように頑張ってみると奮起して職場に復帰。諏訪に謝罪し、自分が担当していたプレゼンを成功させた。そして自分の仕事は飼育員よりも営業にあると心を決め、風花に頼らずとも自立できるよう、プロジェクト「USTD」の海外研修に行くことを悩む風花に対して、今度は私がお姉ちゃんになると告げ、待ってるから向こうで勉強してきなさいと彼女を送り出した。2年後は髪を少し伸ばしており、企画以外に「USTD」の仕事も任されるなど営業としての成長を遂げる。2年間の研修から風花が帰ってきた際は、喜び勇んで彼女の元へ駆けつけ、仲良く語り合いながら歩く二人の姿で物語の幕は閉じる。
くくるの台詞の方言は、伊藤が沖縄出身の儀武から指導を受けている。
宮沢 風花（みやざわ ふうか）
声 - 逢田梨香子
本作のもう一人の主人公。元アイドルの少女。2003年5月17日生まれ。盛岡出身。中学時に上京し、アイドルグループ「YONA PRO」のメンバーとしてデビュー。新曲のセンターポジションに指名されたが、センターを熱望する後輩のルカにセンターを譲る。それを契機に事務所から冷遇され、高校卒業を控えた夏に解雇されて芸能界を引退した。帰郷しようとしたが、地元が歓迎会を予定していると聞いて嫌気がさし、あてもなく沖縄へ旅立つ。「がまがま水族館」を訪れた際にくくるへアルバイトとして雇って欲しいと懇願し、自分の素性を話して「誰かの夢を応援することはできるから」と、くくるの夢を手伝うことを伝えた。以降はくくるの家に居候としてやっかいになっている。
母親から働くことへの了承も得たため、職員としての頑張りも軌道に乗り、海の生物に関する知識も上達し、くくるとの仲も次第に関係を深めていく。しかし、段々と閉館の期限が近づき、ルカから映画の主演の誘いの電話を貰った件もあり、悩みを抱えてしまう。
そしてがまがま閉館の翌日、くくるからは今度は私が風花の夢を応援するからと映画に出演するよう背中を押されるが、空港での別れの時に足を翻してくくるの所へ戻り、自分よりもくくるの方が大事であり、私がくくるの姉になると述べ、気持ちに整理を付けて映画の話を断ることを決め、実家へと戻った。
第2クールでは、再び沖縄に移り、おじいの紹介でティンガーラへ飼育部の海獣（ペンギン）担当として就職する。潜水士の免許を取り、ペンギンの名前を全て覚えるなど努力家であり、くくるが住むアパートの隣室に入居し、営業部の仕事に悩む彼女を元気付けている。後にティンガーラをTV局の番組撮影スタッフと「YONA PRO」のルカが訪れた際は、一度は断ろうとした番組への出演を決め、悩むルカを励まして支え、やはり自分は今の水族館の仕事が好きなのだと実感する。
くくるが無断欠勤した時は彼女を追って離島の「屋米琉名島」を訪れ、出会った岬の話を聞いて環境汚染問題に興味を持つようになる。そして星野館長が発表したプロジェクト「USTD」の内容に心引かれて海外研修のクルーに応募、二次審査では海岸で泳ぐバンドウイルカを前に子供達に語りかけ、役員審査の末にその座を射止める。くくると離ればなれになることには葛藤していたが、彼女から背中を押され、気を取り直してくくるにファーストペンギンになって戻ってくると告げ、研修に向かう。2年後に薫と共に帰国し、自らを出迎えに来たくくると再会を果たす。

### くくるの友人
照屋 月美（てるや つきみ）
声 - 和氣あず未
くくるのクラスメイトで、小学校の頃からの友人。実家は定食屋「カメー（かめぇ）」を営む。愛称は名前の「つきみ」にかけて「うどんちゃん」。料理が得意で、今の仕事を気に入っており、「がまがま水族館」へ弁当を差し入れることもある。いつか自分の店を持つのが夢。水族館の客寄せのためにかき氷を製作した際は、創意工夫でSNS映えする商品を作り上げた。閉館後は皆と離ればなれになることを惜しみ、料理の勉強に励むつもりだと話した。
第2クールでは「カメー」を母にまかせ、自分はカフェ「OHANA」でアルバイトをしながら料理の勉強を続けている。2年後はティンガーラのレストランにシェフとして就職した。
仲村 櫂（なかむら かい）
声 - 土屋神葉
くくるのクラスメイト。幼馴染でもある。父は漁師。くくるの家へ自分が釣った魚を届けることもある。風花の歓迎会でくくるへ「がまがま水族館」の仕事を手伝うことを表明。館内の掃除や海の生物の採取など、自分が出来ることをこなしている。くくるに対しては子供の頃から淡い想いを寄せているものの、彼女から気付かれてはいない。
第2クールではおじいの紹介もあり、条件も良かったからと「アクアリウム・ティンガーラ」に魚類担当の飼育員として就職する。瑛士からはくくるへの想いを応援され、気持ちを新たにする。後に父親が倒れてしまったことで、職場を休職することとなる。但し、父親の体調も良くなったことで、2年後までには復職している。

### 観光協会
久高 夏凛（くだか かりん）
声 - Lynn
町の観光協会で働く公務員。空也とは高校の同級生で、腐れ縁関係。脱水症状になりかけていた風花を見かけて助け、彼女に「がまがま水族館」を紹介する。また、風花には水族館の現状を教え、くくるを支えてくれるよう頼み込んだ。その後も水族館閉鎖を防ぐべく、くくる達に協力する。将来の夢は水族館の飼育員だったが、家庭の事情から現在の道を歩み、理想のために頑張るくくるを内心羨ましがっている。がまがま閉館後はかねてからの夢を叶えるために「アクアリウム・ティンガーラ」への転職を検討する。
第2クールでは望んだ通りティンガーラへと転職し、営業部に配属され、販売促進や商品開発を担当している。飼育員になるという夢は未だ諦めておらず、飼育部への補充要員に立候補する。2年後は念願の飼育員になり、空也から仕事を教わっている。

### がまがま水族館
おじい
声 - 家中宏
「がまがま水族館」の館長を務めるくくるの祖父。かつては様々な水族館を渡り歩いて数々の実績を残してきたことから業界関係者から「伝説の飼育員」と呼ばれている。潰れそうだったがまがまを引き継ぎ、館長となった。高校を辞めた空也を誘って水族館の職員とし、海の生物の知識も彼が認める程の博識。がまがまを創設した友人との約束もあり、夏が終われば水族館を閉館させ、自身は引退すると決めている。普段はのんびりとした態度だが、時にはくくるを厳しく叱ることもある。閉館日にはかつての教え子達に囲まれ、打ち上げの際は皆に詩を贈った。
第2クールでは海岸に迷い込んだイルカの様子を観察し、くくるへがまがまの解体が始まることを伝えた。くくるからこれから何をすれば良いのかと訪ねられた際は、答えはもうくくるの中にあり、選んだ道を自分の力で正解にしてあげなさいと返している。
屋嘉間志 空也（やかまし くうや）
声 - 阿座上洋平
「がまがま水族館」の飼育員。チャラそうな雰囲気だが、仕事は真面目。高校時代に女子グループから理不尽ないじめを受け、退学した過去を持つ。それが原因で女子を苦手としており、くくる達の前ではテンションが低い。自分を拾ってくれたおじいには恩を感じており、水族館の閉館には不服気味。好物はくくるのおばあの梅酒で、飲酒すると普段とはテンションが変わる。がまがまの閉館後は轟介と共に「アクアリウム・ティンガーラ」に転職する。
第2クールでは魚類担当の飼育員として轟介や薫達と働いているが、薫のことは轟介に指摘されるまで男だと勘違いしていた。
具殿 轟介（ぐでん ごうすけ）
声 - 櫛田泰道
「がまがま水族館」の飼育員。くくるからのあだ名は「ウミやん」。腰を痛めたことで休暇中だったが復帰する。アイドル好きという趣味を持ち、風花のことも知っていた。客として来館する子供達への面倒見が良い。好物は焼酎入りアイス。水族館での押しはカエルアンコウ。がまがまの閉館後は空也と共に「アクアリウム・ティンガーラ」に転職する。
第2クールではティンガーラでも私物のアイスを冷蔵庫に入れる癖が抜けておらず、薫から叱責される。第17話にて実は既婚者であったことが明かされた。
竹下（たけした）
声 - 花澤香菜
「がまがま水族館」の獣医。現在は産休中だが、くくるの頼みでペンギンの診療のために水族館を訪れる。その際に破水するも、後に病院で無事に出産した。
第2クールでは「アクアリウム・ティンガーラ」の獣医となり、前と同じようにペンギンを診療する。知夢とは子供を預けている保育園が同じなためか、顔見知りの関係にあった。2年後は第二子を妊娠したことから、仕事を休職する。

### ティンガーラ
星野 晃（ほしの あきら）
声 - てらそままさき
「アクアリウム・ティンガーラ」の館長。ハワイ帰りのハーフで、陽気な性格。「がまがま水族館」のおじいとは旧知の仲で、その縁からがまがまの生き物達を引き取り、くくるもスタッフとして勧誘する。入社後のくくるに対しては新しいことにトライして欲しいと営業部へ配属した。元がまがま職員の働きぶりもきちんと見ており、くくるもおじいのような大きなアクアリストに育って欲しいと期待している。後に大型プロジェクトの「USTD」の構想を全職員に公表。ハワイの水族館で2年間研修するファーストクルー2名の募集を行う。
諏訪 哲司（すわ てつじ）
声 - 日野聡
「アクアリウム・ティンガーラ」の副館長。所属は営業部。強気な性格で、仕事に対しても厳格。「世界一の水族館を目指している」と公言し、くくるの指導を行う。新人のくくるを「雑魚以下」とこきおろし、「プランクトン」のあだ名で呼ぶ。あくまで営業という立場から集客を第一に考えており、飼育部への対応は悪い。後に櫂の休職で飼育部に欠員が出た際、その補充要員にくくるを推挙する。以前は銀行員であり、経営破綻した水族館を担当し、飼育されていた生き物の末路を見た経験から自責の念を感じ、そのような思いをしないためにティンガーラへと転職した過去を持つ。2年後はくくるのプランクトン呼びが「ネクトン」へと変化した。
雅藍洞 凡人（がらんどう ぼんど）
声 - 阪口周平
「アクアリウム・ティンガーラ」の飼育部長。知夢におじいの「伝説の飼育員」のエピソードを教えた人物。気性は温和だが、くくるへ知夢が子持ちだという個人情報をうっかり話してしまうなど、どこか抜けている所がある。考え方の違いから、諏訪とはあまり話が合わない。2年後は仕事に精を出すくくるを未来の館長候補かもしれないと評した。
南風原 知夢（はえばる ちゆ）
声 - 石川由依
「アクアリウム・ティンガーラ」の飼育員。研修のため「がまがま水族館」に派遣された。人当たりもよく、海の生き物の知識も豊富だが、求職者の人数に対し飼育員の募集が少ないという状況下で苦労して現在の職を手に入れた経験から現実的であり、理想を追い求めるくくると対立。指導係をおじいにして貰うも、その仕事風景から得る物は無いと見切りを付け、上司に依頼して研修先を変更し、2日で現場を去る。
第2クールではケープペンギンチームのチーフを務めており、元がまがま組（おじいの紹介で就職した社員達）には内心良い感情を持っていない。実は子持ちのシングルマザーであり、飼育部長など一部の人間以外にはそれを秘密にしていた。高校卒業後に結婚・出産するも、当時就職した水族館では子育て出勤の理解を得られず解雇され、結婚生活もうまくいかず離婚。その後は息子の雫を連れて沖縄の実家に帰郷し、その際にティンガーラの求職情報を知って今の居場所を得た。
そのため、過去の実体験から子持ちという事情を同僚にも明かさずにいたが、それを知ったくくるや風花、マリナ達から労られ、多少なりともくくるとの関係も改善する。
島袋 薫（しまぶくろ かおる）
声 - 小松未可子
「アクアリウム・ティンガーラ」の飼育員。担当は魚類。性格は真面目で、一人称は「僕」。宮古島の出身。知夢からの愚痴を聞くなど、彼女とは仲が良い。元がまがま組の轟介達の言動に呆れることもある。水族館で働きたいと思った原点は、子供の頃に浦島太郎の話が大好きであったため。飼育部としての立場から、受け入れられない営業部の案件にはきちんと反論し、ウミウシの展示の際はくくるとの論争を行うも、最後は生き物のことを考えるのは好きだからと歩み寄り、くくるに協力した。後にプロジェクト「USTD」の海外研修に手を上げ、その座を射止める。2年後は研修を終え、風花と共に帰国した。
真栄田 朱里（まえだ あかり）
声 - 安野希世乃
「アクアリウム・ティンガーラ」の事務員。大学生であり、ティンガーラではアルバイトとして働く。他人のほっぺたに興味があり、くくるのはぷにぷに、風花のはすべすべだと好んでいる。性格はドライであり、バイト先にティンガーラを選んだのは通いやすいからで、元々水族館に興味はなく、特に好きなこともやりたい仕事もないと自覚している。しかし、くくるや他の職員達の働きぶりを見たり、皆と交流を深める内に考え方が変化をしていく。2年後は正式にティンガーラに就職し、営業部の企画広報担当となる。
米倉 マリナ（よねくら マリナ）
声 - 東山奈央
「アクアリウム・ティンガーラ」の飼育員。担当はペンギン。誰とでも気さくに接する性格。ベネズエラにルーツを持ち、スペイン語も話せる。日本語は難しかったが、海の生き物は言葉が分からなくても通じ合えると飼育員を目指した。がまがま水族館にも過去に行ったことがあり、その雰囲気を気に入っていた。コスプレイベント開催時の会議では、自分の提案を述べて企画内容をより良い方向へと導いた。2年後はカワウソ担当のチーフとなる。
比嘉 瑛士（ひが えいじ）
声 - 永野由祐
「アクアリウム・ティンガーラ」の新人飼育員。担当は魚類。大学院の卒業後にティンガーラへ入社した。人間よりも魚の方が好きだと述べ、職場の人間関係の悪さを察する。会話の際に魚のたとえ話を挟むのが癖。同期の櫂とは友人関係を築いた上で、彼のくくるへの恋心も見抜き、背中を押している。親睦会においてはたこやきを使ったゲームを開催した。後にプロジェクト「USTD」の海外研修を希望した際は、審査員達にゴンズイの料理を振る舞うも、落選となった。

### 家族関係者
おばあ
声 - 定岡小百合
くくるの祖母。家ではおじいと孫のくくるの三人暮らし。夫と共に、居候となった風花を快く迎え入れる。手作りの梅酒の味は良いらしく、空也や風花の母からも好評だった。「がまがま水族館」の閉館後にくくるへ「成人したら話すつもりだった」と前置きし、本当はくくるが双子の姉妹として生まれてくる予定で、姉の死産の事実を明かした。
宮沢 絵里（みやざわ えり）　
声 - 園崎未恵
風花の母親。退所後の娘の居場所を知らずにいたが、風花が現状を教えたことで水族館を訪れる。当初は娘をすぐ連れ戻す予定だったが、風花の頑張りを認め、夏休み期間は働いていても良いとお墨付きを出す。
照屋 さつき（てるや さつき）
声 - 儀武ゆう子
月美の母親。占い師もしており、風花を占った。那覇で美容室を開いている妹がいる。くくるの祖父母とも顔見知り。風花と再会した際、彼女のために世話を焼く。
仲村 真帆（なかむら まほ）
声 - 広瀬さや
櫂の妹。態度は丁寧で、小学生ながらしっかりした性格。都会に憧れがあり、水族館の職員となった風花を気に入っている。反対に館長代理のくくるとは犬猿の仲。
南風原 雫（はえばる しずく）
声 - 塙真奈美
知夢の一人息子。後に職員達の好意で、知夢や館長と一緒にティンガーラの館内を案内され、母の仕事ぶりを知る。親睦会でのゲームでは空也が雫の面倒を見た。
具殿 岬（ぐでん みさき）
声 - 生天目仁美
轟介の妻。大学の准教授を務め、離島の「屋米琉名島」で生活している。夫のことは「轟ちゃん」と呼ぶ。ウミガメの研究者でもあり、保護活動を行っている。島にやって来たくくると出会い、面倒を見る。

### その他
城居 ルカ（しろい ルカ）
声 - 菊池紗矢香
アイドルグループ「YONA PRO」のメンバーで、風花の後輩。風花にポジションを譲られ、新たにセンターを務める。風花がアイドルを辞めたことを悔やみ、後に彼女へ映画出演の話を持ち掛けている。
第2クールでは番組撮影スタッフとティンガーラを訪れ、風花と再会。好きなアイドル仕事を続けているが、ネット上でバッシングを受けるなど悩みを抱えており、撮影に共演した風花から励まされ、彼女からずっと捨てられずにいたというハイヒールをお守りとして贈られた。
知念 類（ちねん るい）
声 - 北守さいか
真帆の友達でクラスメイト。彼女の彼氏候補を名乗る。「がまがま水族館」の常連で年間パスポート持ち。魚の知識に詳しく、その関係で空也をライバル視している。
神里（かみざと）
声 - 田中秀幸
「がまがま水族館」の常連客。過去に亡くなった兄の姿を館内で幻視したという思い出を持ち、またいつか再び兄に会えることを望んで、毎年水族館を訪れている。
金城（きんじょう）
声 - 名塚佳織
南城総合クリニックの看護師長。小児科の子供達のために、がまがまからの移動水族館を受け入れる。カニを大の苦手とし、院内でイワオウギガニと対面して驚くが、子供達の件もあり、トラブルを不問とした。
上原 愛梨（うえはら あいり）
声 - 塙真奈美
クリニックに入院中の少女。ウミやんの知り合いで、ガラ・ルファ好き。がまがまによく来ていたが、入院でそれが途絶える。移動水族館でウミやんと再会し、またがまがまに行けるよう頑張ると彼に約束した。
第2クールではティンガーラへ訪問している。
三浦 響子（みうら きょうこ）
声 - 中原麻衣
ウェディングプランナーの女性。くくると諏訪から水族館で行う結婚式のプレゼンを受け、最初の案は駄目出しをするも、後にティンガーラを訪れ、くくるが改めて練り直した企画を認め、推進することを決める。無事に新エリアでの結婚式が終わった後は、くくるに感謝の言葉を述べた。
山原（やまはら）
声 - 丹羽正人
離島の「屋米琉名島」にある水族館「かめはうす」の職員。岬からは「山ちゃん」と呼ばれる。ウミガメの産卵期には、観光客のツアーガイドも行っている。
キジムナー
声 - 儀武ゆう子
時折姿を見せる謎の存在。人間の目には見えないが、くくるや風花のお供え物を食べたり、はしゃぐ様子を見せたり、水族館内に現れる描写もある。

## 用語
がまがま水族館
沖縄県の小さな水族館で、本作の第1クールの舞台。館長はくくるの祖父が務める。1973年に開館し、現在の来館客数は年間15万人程。設備の老朽化が激しく資金不足にも陥っているため、夏の終わりに閉館が予定されている。くくるや風花、獣医の竹下、常連客の神里など、館内で幻を見るといった不思議な体験をした者がいるが、その現象の理由は不明。8月末に予定通り閉館日を迎え、48年間の営業に幕を下ろした。その後、第2クールにおいて施設の解体が行われた。
モデルは存在しないが、魚津水族館が本作の水族館監修を行なっており、ほかにも足立区生物園やサンシャイン水族館、しながわ水族館、DMMかりゆし水族館、横浜・八景島シーパラダイスなどが取材協力をしている。
アクアリウム・ティンガーラ
沖縄中部に新しく建てられた水族館。本作の第2クールの舞台。第1クールでは建設中で、開業を期待されていた。「がまがま水族館」を含む各水族館を研修先として、南風原知夢などを派遣する。がまがまの閉館後は空也や轟介の新たな就職先となったほか、がまがまで飼育されていた多くの生き物達を引き取った。館内には巨大な大水槽を持つほか、部署は大きく分けて飼育チーム、設備チーム、営業チームの3つがある。
後に結婚式も行える新エリアのホワイトサンドドームがオープンした。

## スタッフ
- 原作 - projectティンガーラ[5]
- 監督 - 篠原俊哉[5]
- シリーズ構成 - 柿原優子[5]
- キャラクター原案 - U35[5]
- キャラクターデザイン・総作画監督 - 秋山有希[5]
- 生きもの設定・サブキャラクターデザイン - 牧野博美
- プロップ設定 - 宮岡真弓
- 美術監督 - 鈴木くるみ[5]
- 美術監修 - 東潤一[5]
- 美術設定 - 塩澤良憲[5]
- 色彩設計 - 中野尚美[5]
- 撮影監督 - 並木智[5]
- 3D監督 - 鈴木晴輝[5]
- 特殊効果 - 村上正博[5]
- 編集 - 髙橋歩[5]
- 音楽 - 出羽良彰[5]
- 音楽プロデューサー - 臼倉竜太郎
- 音楽制作 - Lantis[5]
- 音響監督 - 山田陽[5]
- プロデュース - infinite[5]（永谷敬之、茂山愛保、浜辺恵那）
- プロデューサー - 藤野麻耶、山口慶、臼倉竜太郎、仲村直人、尾形光広、齋藤宙央、岩佐貴博、大森慎司
- アニメーション制作 - P.A.WORKS[5]
- 製作 - DMM pictures、フォアキャスト・コミュニケーションズ、BANDAI NAMCO Arts、ピーエーワークス、角川メディアハウス、TOKYO MX、AQUA ARIS、BSフジ

## 主題歌
いずれの楽曲も作曲は草野華余子が担当している。また、OPは作詞を田淵智也、編曲を堀江晶太、ストリングスアレンジを宮野幸子がそれぞれ担当し、EDは作詞を草野、編曲を中山真斗が担っている。
「たゆたえ、七色」
ARCANA PROJECTによる第1クールオープニングテーマ。第24話の挿入歌としても使用された。
「とめどない潮騒に僕たちは何を歌うだろうか」
ARCANA PROJECTによる第2クールオープニングテーマ。
「月海の揺り籠」
Mia REGINAによる第1クールエンディングテーマ。
「新月のダ・カーポ」
相沢梨紗による第2クールエンディングテーマ。

## 各話リスト
| 話数       | サブタイトル           | 脚本         | 絵コンテ            | 演出              | 作画監督 | 初放送日      |
| ---------- | ---------------------- | ------------ | ------------------- | ----------------- | --- | ------------- |
| Episode 1  | 熱帯魚、逃げた         | 柿原優子     | 篠原俊哉            | 藤井康雄          | 水野紗世 三浦奈菜 杉光登 | 2021年 7月9日 |
| Episode 2  | 濡れるのも仕事のうち   | 柿原優子     | 安藤真裕            | 太田知章          | 宮崎司 中山みゆき 井上裕亮 | 7月16日       |
| Episode 3  | いのちは、海から       | 柿原優子     | 市村徹夫            | 市村徹夫          | 鍋田香代子 Kim Gi-nam Park Ae-ri Kim Yu-seon Lee Jae-han                                                                           | 7月23日       |
| Episode 4  | 長靴をはいた熱帯魚     | 千葉美鈴     | 岡村天斎            | 阿部ゆり子        | 小島明日香 小野和美 鍋田香代子 大野勉                                                                                              | 7月30日       |
| Episode 5  | 母の来訪               | 柿原優子     | 岡村天斎            | 本間修            | 伊藤幸 川面恒介 鍋田香代子 Kim Seok Yung Shin Hyung Sik                                                                            | 8月6日        |
| Episode 6  | スイーツラプソディ     | 千葉美鈴     | 篠原俊哉            | 大石康之          | 水野紗世 伊藤幸 佐藤好 | 8月13日       |
| Episode 7  | アイスで乾杯           | 柿原優子     | 安藤真裕            | 熨斗谷充孝        | 鍋田香代子 Eom Ik-hyeon | 8月20日       |
| Episode 8  | crab crisis            | 千葉美鈴     | 市村徹夫            | 藤井康雄          | 宮崎司 谷口繁則 Shin Min Seop Lee Sang Jin                                                                                         | 8月27日       |
| Episode 9  | 刺客のシンデレラ       | 柿原優子     | 安藤真裕            | 高村彰            | 小島明日香 杉光登 林可爲 櫻井拓郎 吉岡敏幸                                                                                         | 9月3日        |
| Episode 10 | 置き去りの幻           | 山田由香     | 許琮                | 佐々木勅嘉        | 井上裕亮 鍋田香代子 大東百合恵 Kim Gi-nam Park Ae-lee                                                                              | 9月10日       |
| Episode 11 | 籠城の果て             | 千葉美鈴     | 浅井義之            | 阿部ゆり子        | 井上裕亮 宮崎司 水野紗世 入江健司 佐野このみ 真城楓 Shin Min seop                                                                  | 9月17日       |
| Episode 12 | 私たちの海は終わらない | 柿原優子     | 岡村天斎            | 田中千駿 太田知章 | 林夏菜 杜野都 村長由紀 小野和美 中山みゆき                                                                                         | 9月24日       |
| Episode 13 | 海の遥かなティンガーラ | 柿原優子     | 安藤真裕            | 太田知章          | 井上裕亮 中山みゆき 佐野このみ 中島美子 鍋田香代子 前田義宏                                                                        | 10月1日       |
| Episode 14 | ペンギンチェイサー     | 山田由香     | 市村徹夫            | 市村徹夫          | 水野紗世 杉光登 鍋田香代子 真城楓 北條真純 齊藤佳子 りお 星野真澄 Lee Sang Jin Ho Sung Jin                                         | 10月8日       |
| Episode 15 | ウミウシ大論戦         | 千葉美鈴     | 高村彰              | 高村彰            | 鍋田香代子 Kang Hyeon-guk Kim Seong-beom Jang Sang-mi Hong Yu-mi Park Ae-ri                                                        | 10月15日      |
| Episode 16 | 傷だらけの君にエールを | 柿原優子     | 室井ふみえ          | 熨斗谷充孝        | 宮崎司 中山みゆき 大東百合恵 杉光登 タカハシアキラ                                                                                 | 10月22日      |
| Episode 17 | くつろぎ処 海月風      | 千葉美鈴     | 岡村天斎            | 菅沼芙実彦        | 鍋田香代子 杉光登 阿見圭之介 しまだひであき Lee Sang Jin Ho Sung Jin                                                               | 10月29日      |
| Episode 18 | あかりの灯るとき       | 山田由香     | 橋本昌和            | 境隼人            | 佐伯直実 栗原裕明 | 11月5日       |
| Episode 19 | さよならハイヒール     | 小川ひとみ   | 佐々木勅嘉          | 佐々木勅嘉        | 中山みゆき 今井史枝 𠮷田肇 櫻井拓郎 はっとりますみ 野上なつ 佐藤好 杉光登 Kim Bo-gyeong Park Ji-seung GAON THE SUN                 | 11月12日      |
| Episode 20 | 迷子のプランクトン     | 柿原優子     | 市村徹夫            | 市村徹夫          | 水野紗世 鍋田香代子 前田義宏 𠮷田肇 Lee Sang Jin                                                                                   | 11月19日      |
| Episode 21 | ブルー・タートルの夢   | 中西やすひろ | 安藤真裕            | 峯友則            | 耳浦朋彰 池田結姫 北島勇樹 中林蘭子 中山みゆき 佐藤好                                                                              | 11月26日      |
| Episode 22 | 覚悟の帰還             | 千葉美鈴     | 岡村天斎            | 田中千駿          | 杜野都 林夏菜 村長由紀 柳瀬譲二 STUDIO MASSKET                                                                                     | 12月3日       |
| Episode 23 | 水族館の未来           | 山田由香     | 阿部ゆり子          | 阿部ゆり子        | 宮崎司 橋本穂高 Shin Minseop Im Jin-uk Park yeong-hee jo won-ha kim eun-ha Hong In-su                                              | 12月10日      |
| Episode 24 | 白い砂のアクアトープ   | 柿原優子     | 阿部ゆり子 篠原俊哉 | 太田知章 篠原俊哉 | 秋山有希 川面恒介 水野紗世 りお 野上なつ 𠮷田肇 佐藤好 大東百合恵 鍋田香代子 前田義宏 中山みゆき 北條真純 杉光登 今井史枝 佐伯直実 | 12月17日      |

## 放送局
| 放送期間                 | 放送時間                     | 放送局     | 対象地域   | 備考                                     |
| ------------------------ | ---------------------------- | ---------- | ---------- | ---------------------------------------- |
| 2021年7月9日 - 12月17日  | 金曜 0:00 - 0:30（木曜深夜） | TOKYO MX   | 東京都     | 製作局 / リピート放送あり                |
|                          | 金曜 0:30 - 1:00（木曜深夜） | BSフジ     | 日本全域   | 製作局 / BS/BS4K放送 /『アニメギルド』枠 |
|                          | 金曜 1:34 - 2:04（木曜深夜） | 琉球放送   | 沖縄県     |                                          |
| 2021年7月12日 - 12月20日 | 月曜 23:30 - 火曜 0:00       | AT-X       | 日本全域   | CS放送 / 字幕放送 / リピート放送あり     |
| 2021年7月14日 - 12月22日 | 水曜 3:00 - 3:30（火曜深夜） | 毎日放送   | 近畿広域圏 | 『アニメ特区』第2部                      |
| 2021年7月16日 - 12月24日 | 金曜 2:05 - 2:35（木曜深夜） | 富山テレビ | 富山県     |                                          |

| 配信開始日    | 配信時間                     | 配信サイト |
| ------------- | ---------------------------- | --- |
| 2021年7月9日  | 金曜 0:00 - 0:30（木曜深夜） | ABEMA |
| 2021年7月14日 | 水曜 0:30（火曜深夜） 更新   | dアニメストア Amazon Prime Video U-NEXT アニメ放題 ニコニコチャンネル バンダイチャンネル Hulu FOD ひかりTV アニマックス Amazonビデオ ビデオマーケット music.jp GYAO!ストア クランクイン！ビデオ |
|               | 水曜 3:30（火曜深夜）更新    | MBS動画イズム TVer GYAO! |
|               | 水曜 10:00 更新              | DMM.com |
|               | 水曜 12:00 更新              | HAPPY!動画 |
| 2021年7月15日 | 木曜 0:00（水曜深夜）更新    | TELASA J:COMオンデマンド メガパック milplus auスマートパスプレミアム |
|               | 木曜 0:30 - 1:00（水曜深夜） | ニコニコ生放送 |

## BD
| 巻 | 発売日         | 収録話          | 規格品番  |
| -- | -------------- | --------------- | --------- |
| 1  | 2021年10月27日 | 第1話 - 第4話   | DMPXA-217 |
| 2  | 2021年11月24日 | 第5話 - 第8話   | DMPXA-218 |
| 3  | 2021年12月22日 | 第9話 - 第12話  | DMPXA-219 |
| 4  | 2022年1月26日  | 第13話 - 第16話 | DMPXA-220 |
| 5  | 2022年2月23日  | 第17話 - 第20話 | DMPXA-221 |
| 6  | 2022年3月30日  | 第21話 - 第24話 | DMPXA-222 |

## Webラジオ
海咲野くくる役の伊藤美来によるWebラジオ『白い砂のアクアトープ がまがま水族館 館内放送局』が、2021年7月2日より音泉にて隔週金曜に配信開始。9月30日には特別編が配信された。10月8日よりアニメ本編の進行に合わせて『白い砂のアクアトープ アクアリウム・ティンガーラ館内放送局』と改題し、2022年1月28日まで配信された。
　ゲスト(白い砂のアクアトープ がまがま水族館 館内放送局)
　・第1・2・7回 逢田梨香子
　・第3回  Lynn
　・第4回 和氣あず未
　・第5回 儀武ゆう子
　・第6回 阿座上洋平
　ゲスト(白い砂のアクアトープ アクアリウム・ティンガーラ館内放送局)
　　
　
　
　・第1回 安野希世乃
　・第2回  石川由依
　・第3回  花宮ハナ 相田詩音
　・第4・6・9回 逢田梨香子
　・第5回 東山奈央
　・第7回 和氣あず未
　・第8回 土屋神葉

## 漫画
『まんが王国』にて2021年8月1日より配信中。作画は桜木蓮。
- 桜木蓮（漫画）、projectティンガーラ（原作） 『白い砂のアクアトープ』 KADOKAWA〈ブシロードコミックス〉、全3巻
  1. 2022年2月8日発売[19][20]、ISBN 978-4-04-899511-5
  2. 2024年3月8日発売[21]、ISBN 978-4-04-899537-5
  3. 2024年3月8日発売[22]、ISBN 978-4-04-899588-7

## コラボレーション
- 沖縄県南城市 - 本作の舞台の一つであり、返礼品として本作に関連したグッズを選択できるふるさと納税を実施[23]。また2021年11月7日には、海咲野くくる、宮沢風花、照屋月美、久高夏凛、仲村櫂、屋嘉間志空也の6人に南城市から特別住民票が交付された[24][25]。
- 八景島シーパラダイス - メインキャラクターのパネルや作品資料の展示、デジタルスタンプラリーなどのコラボレーション企画を実施[26]。